# Thuisko von Stieglitz

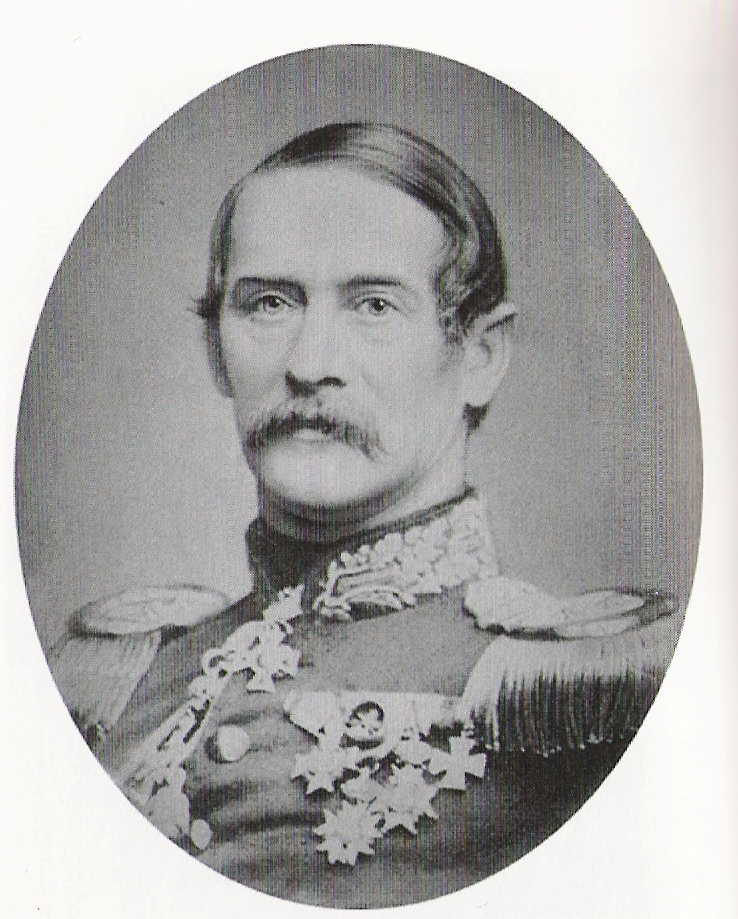
Thuisko von Stieglitz (1808–1881)

Thuisko von Stieglitz (* 17. Dezember 1808 in Mannichswalde; † 21. Februar 1881 in Dresden) war ein königlich-sächsischer Generalleutnant.

## Leben
Er entstammte dem Adelsgeschlecht von Stieglitz.
Stieglitz trat in die Sächsische Armee ein und war ab 1852 Chef des Generalstabes. Am 17. September 1865 erhielt er das Kommando über die 2. Division, die Stieglitz auch 1866 während des Krieges gegen Preußen in der Schlacht bei Königgrätz befehligte. Nach dem Friedensschluss nahm er am 11. Dezember 1866 seinen Abschied.
In erster Ehe war Stieglitz verheiratet mit Marie Edle von der Planitz (1816–1862). In zweiter Ehe heiratete er Charlotte Emma aus dem Winckell (1831–1917). Aus dieser Ehe ging die Tochter Charlotte (1866–1947) hervor, die am 6. Juni 1891 in Dresden den späteren sächsischen Generaloberst Karl Ludwig d’Elsa heiratete. Sein Sohn Georg durchlief ebenfalls eine militärische Laufbahn und erreichte den Rang eines Generalleutnants. Seine jüngste Tochter Emma Priska (1870–1947) heiratete den General Adolph von Carlowitz.